# 5e cérémonie des Indiana Film Journalists Association Awards
La 5e cérémonie des Indiana Film Journalists Association Awards (IFJA Awards), décernés par l'Indiana Film Journalists Association, a eu lieu le 16 décembre 2013, et a récompensé les films réalisés dans l'année,,.

## Palmarès

### Top 10 des films de l'année
Par ordre alphabétique
- All Is Lost
- Before Midnight
- Capitaine Phillips (Captain Phillips)
- Frances Ha
- Her
- Le Loup de Wall Street (The Wolf of Wall Street)
- Mud : Sur les rives du Mississippi (Mud)
- Prisoners
- Spring Breakers
- Twelve Years a Slave

### Meilleur film
- Twelve Years a Slave
  - Her

### Meilleur réalisateur
- Steve McQueen pour Twelve Years a Slave
  - Spike Jonze pour Her

### Meilleur acteur
- Chiwetel Ejiofor pour le rôle de Solomon Northup dans Twelve Years a Slave
  - Matthew McConaughey pour le rôle de Ron Woodroof dans Dallas Buyers Club

### Meilleure actrice
- Adèle Exarchopoulos pour le rôle d'Adèle dans La Vie d'Adèle
  - Brie Larson pour le rôle de Grace dans States of Grace (Short Term 12)

### Meilleur acteur dans un second rôle
- Barkhad Abdi pour le rôle d'Abduwali Muse dans Capitaine Phillips (Captain Phillips)
  - Jeremy Renner pour le rôle de Carmine Polito dans American Bluff (American Hustle)

### Meilleure actrice dans un second rôle
- Jennifer Lawrence pour le rôle de Rosalyn Rosenfeld dans American Bluff (American Hustle)
  - June Squibb pour le rôle de Kate Grant dans Nebraska

### Meilleur scénario original
- Her – Spike Jonze
  - Rush –  Peter Morgan

### Meilleur scénario adapté
- Before Midnight – Richard Linklater, Julie Delpy et Ethan Hawke
  - Twelve Years a Slave – John Ridley

### Meilleure musique de film
- Twelve Years a Slave – Hans Zimmer
  - Rush – Hans Zimmer

### Meilleur film étranger
- La Vie d'Adèle  France
  - The Grandmaster  Hong Kong

### Meilleur film d'animation
- La Reine des neiges (Frozen)
  - Le vent se lève (風立ちぬ, Kaze tachinu)

### Meilleur film documentaire
- The Act of Killing (Jagal)
  - Stories We Tell

### Original Vision Award
- Her
  - Gravity

### The Hoosier Award
- Medora, de Andrew Cohn et Davy Rothbart